# 三亚美丽之冠大树酒店

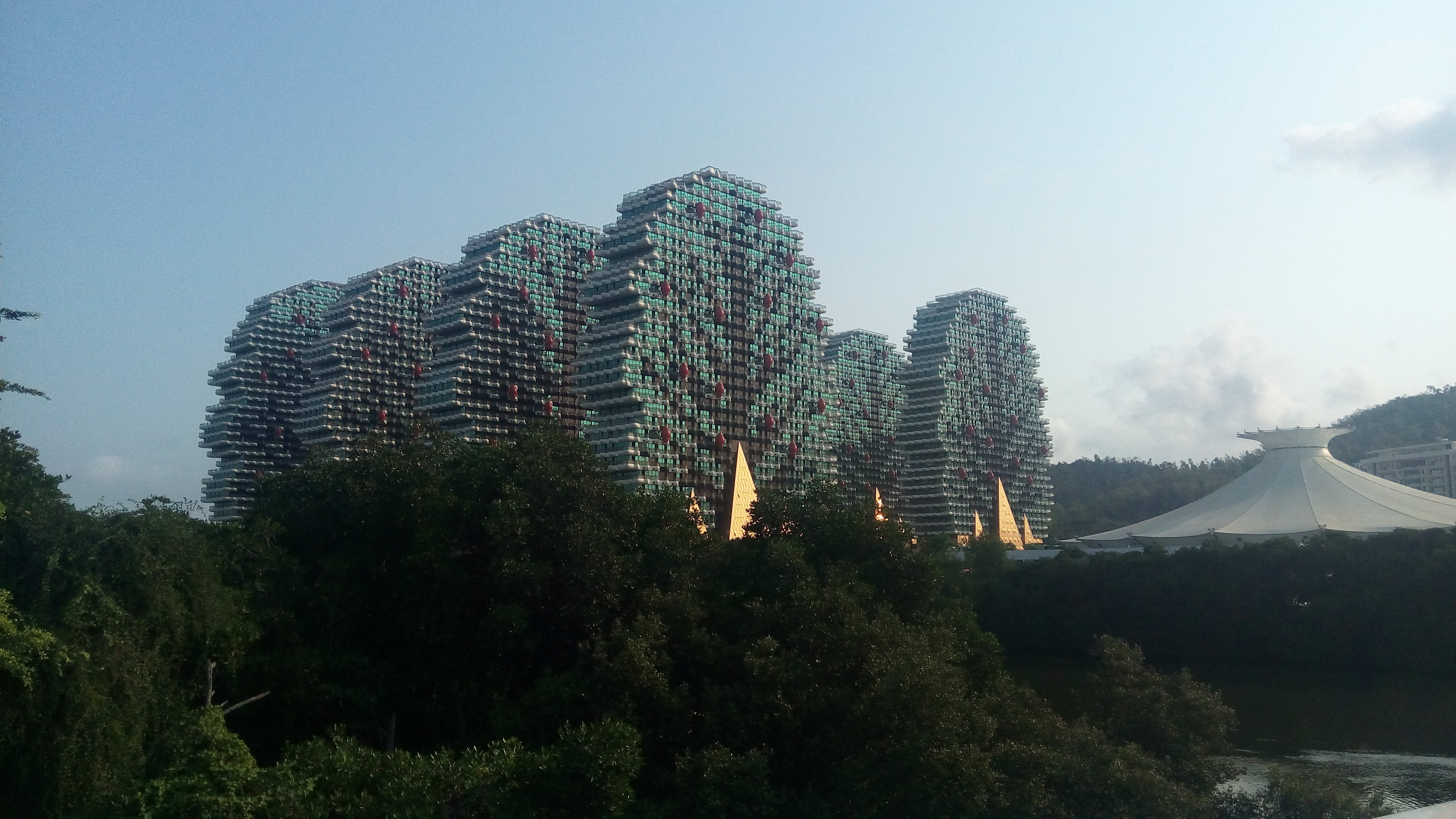
三亚美丽之冠大树酒店

美丽之冠大树酒店（Crown of Beauty）是中国海南省的一个大型酒店群，位于三亚市吉阳区凤凰路。是三亚市地标性建筑。

## 沿革
美丽之冠创立于2003年，最初为该年12月6日举行的2003年世界小姐比赛而专门兴建的比赛会场。美丽之冠已陆续举办了六届世界小姐比赛：2003年度世界小姐比赛、2004年度世界小姐竞选、2005年度世界小姐比赛、2007年度世界小姐比赛、2010年度世界小姐比赛、2015年度世界小姐比赛。